# Камионџије д. о. о. (4. сезона)
Четврта сезона хумористичке телевизијске серије Камионџије д. о. о.  је емитована од 1. фебруара до 9. марта 2025. на РТС 1., ,

## Радња
У првој епизоди Жића и Баја остају без свог жутог камиона, те су принуђени да се боре за егзистенцију и сналазе се, лутајући кроз многа занимања. Радиће у ауто-перионици, биће избацивачи у клубу, али и чувари у зоолошком врту. Њих двојица ће покушати да се преквалификују, али неће им ни то поћи за руком и на крају ће се опет докопати свог камиона. Ове сезоне имамо и фирму у којој су се окупили сви наши ликови који се баве гвожђем, а пратимо и сцене у лудници, у коју један од главних јунака Грча упада сплетом околности...

## Улоге
- Ненад Јездић као Предраг Бабурић
- Тихомир Станић као Живорад Грујић
- Паулина Манов као Дара Грјуић
- Бранислав Зеремски као Ђорђе Грчић "Грча Јарац"
- Анка Гаћеша као Невенка Грчић "Нена"
- Небојша Миловановић као Максимовић
- Слободан Нинковић као Бата Крњаја
- Марко Гверо као Миодраг Регуловић "Грга Мурињо"
- Тања Пјевац као Зорица Станисављевић "Зока"
- Јована Гавриловић као Авдика Јовановић
- Андреј Шепетковски као Реџиналд Јовановић "Реџа"
- Небојша Илић као Родољуб Станиславковић
- Бранимир Брстина као Станоје Грчић "Стен"

## Епизоде
| Бр. еп. (укупно) | Бр. еп. (у сезони) | Наслов | Редитељ       | Сценариста                              | Премијера         |
| --- | ------------------ | ------ | ------------- | --------------------------------------- | ----------------- |
| 45 | 1                  |        | Филип Чоловић | Маријана Чулић Вићентић и Филип Чоловић | 1. фебруар 2025.  |
| Жића је због нагомиланих дугова остао без средства за рад – камиона. Његовог пословног партнера, Бају, муче љубавни проблеми. Његова веза са келнерицом Зоком после свега два месеца брака изложена је озбиљним искушењима. У покушају да спасу шта се спасити може, Баја и Зока оду код брачне саветнице. Баја мисли да је бесмислано да од брачне саветнице могу да очекују било какву помоћ, док Зока сматра да је то једини начин да реше њихов проблем.                                                                                       |                    |        |               |                                         |                   |
| 46 | 2                  |        | Филип Чоловић | Маријана Чулић Вићентић и Филип Чоловић | 2. фебруар 2025.  |
| Жићин таст Грча очекује велику своту новца из Танзаније, коју би требало да добије као обештећење за повреду на раду. Испостави се, међутим, да је Грча учествовао у рушењу погрешног моста и очекује се да плати 100.000 евра држави Танзанији. Да би се некако ослободио обавезе да плати тај дуг, адвокат посаветује Грчу да се претвара да је ментално оболео. Грча оберучке прихвати тај предлог. Да би био што уверљивији, Грча прича да се у оближњем језеру крије велико чудовиште.                                                        |                    |        |               |                                         |                   |
| 47 | 3                  |        | Филип Чоловић | Маријана Чулић Вићентић и Филип Чоловић | 8. фебруар 2025.  |
| Жићин таст Грча, требало би да врати дуг држави Танзанији у износу од 100.000. доалара. Да би избегао тај дуг, Грча се прави да је ментално оболео и напусти кућу. Чланови његове породице свуда га траже, али не могу да га пронађу. Грчу, који се и даље представља као да је дементан пронађу на бензинској станици. С друге стране, Баја и Жића покушавају да нађу нови посао. Бајин први задатак, шетање паса по улици, има неупешан исход. Нови посао Баја и Жића пронађу као обезбеђење у ноћном клубу.                                     |                    |        |               |                                         |                   |
| 48 | 4                  |        | Филип Чоловић | Маријана Чулић Вићентић и Филип Чоловић | 9. фебруар 2025.  |
| Грча је смештан у установу за ментално оболеле. Тамо је завршио јер се претварао да се разболео покушавајући на тај начин да избегне обавезу плаћања великог новчаног дуга држави Танзанији. Након првих прегледа, психијатри установе да је Грча заиста оболео од шизофреније и да ће га одређено време задржати у болници. Грчина ћерка, Дара, суочи се са чинњеницом да је у великим финансијским проблемима и приморана је да се запосли код сумњивог бизнисмена, Станислава.                                                                  |                    |        |               |                                         |                   |
| 49 | 5                  |        | Филип Чоловић | Маријана Чулић Вићентић и Филип Чоловић | 15. фебруар 2025. |
| Баја се жали свом пријатељу и пословном партнеру Жићи да има проблема са супругом Зоком, која га је истерала из стана. Стога је Баја принуђен да спава у кабини камиона. Додатни проблем за Бају је то што Зока тражи развод, а недоумицу му доноси и повратак старе љубави, Лидије, у његов живот. С друге стране, Жићина супруга, Дара, запослила се у предузећу које води сумњиви бизнисмен, Станислав. Да би одобровољио своје запослене, Станислав им обећа долазак инвеститора.                                                              |                    |        |               |                                         |                   |
| 50 | 6                  |        | Филип Чоловић | Маријана Чулић Вићентић и Филип Чоловић | 16. фебруар 2025. |
| Жића и Баја добили су задатак да камионом превезу скупоцени намештај. У покушају да пронађу одредиште за испоруку намештаја, њих двојица се изгубе, јер нису знали да прате ознаке за навигацију. Паркирају се поред пута и наиђу на групу младих кампера који седе поред логорске ватре и свирају и певају. Младићи предлажу Жићи и Баји да преноће у шатору. Тако су дошли у ситуацију да читав дан касне са испоруком намештаја. Жићи је све теже да се сналази у свакодневним проблемима са послом, па каже Баји да намерава да оде у пензију. |                    |        |               |                                         |                   |
| 51 | 7                  |        | Филип Чоловић | Маријана Чулић Вићентић и Филип Чоловић | 22. фебруар 2025. |
| Жића је, за разлику од његовог кума Баје, неповерљив према Станоју, који се вратио из иностранства и отворио фирму у њиховом граду. Разлог за Жићину сумњичавост је то што је Станоје пре пуно година од њега позајмио новац који је проћердао. Жића је од тог новца желео да купи плац. Бају муче друге бриге. Напустио је Зокин стан после кратког времена проведеног у браку са њом и сада спава у камиону. Зока је покренула и бракоразводну парницу, јер се у Бајином животу после тридесет година појавила љубав из младости – Лидија.       |                    |        |               |                                         |                   |
| 52 | 8                  |        | Филип Чоловић | Маријана Чулић Вићентић и Филип Чоловић | 23. фебруар 2025. |
| Авдикин отац, Реџа, одлучио је да се ожени са атрактивном девојком Рубином коју је тек упознао. Организовао је свадбу која би требало да траје три дана. Авдика је забринута због Реџе, позајмио је пуно новца од зеленаша Сандокана, а она не зна како ће он да врати тај дуг. Рубина очекује да јој Реџа обезбеди посао у Станојевој фирми. Жића је неповерљив према Станоју, јер је убеђен да ће због новца да превари све своје раднике, баш као што је преварио и њега.                                                                       |                    |        |               |                                         |                   |
| 53 | 9                  |        | Филип Чоловић | Маријана Чулић Вићентић и Филип Чоловић | 1. март 2025.     |
| Жића и његов кум Баја су у потрази за послом прихватили ангажман на позицији помоћних радника на аеродрому “Константин Велики” у Нишу. Сумњичави Жића помисли да то што је пилот у депресији због брачних проблема изазваних романсом са стјуардесом Сузи може да утиче на безбедност путника. Жића крене у озбиљну истрагу у вези са тим шта се догађа са пилотом, испутује путнике и запослене на аеродрому, што изазове нетрпељивост његовог шефа.                                                                                              |                    |        |               |                                         |                   |
| 54 | 10                 |        | Филип Чоловић | Маријана Чулић Вићентић и Филип Чоловић | 2. март 2025.     |
| Баја је на томболи као награду добио вишедневни боравак на Дивчибарама за четири особе. Баја на тај одмор поведе супругу Зоку, кума Жућу и његову супругу, Дару. Кад дођу на Дивчибаре испостави се да у хотелу имају проблем са клима уређајима. Баја се одмах препоручи да може да им поправи клима уређаје, што наиђе на Жићино негодовање. Да би се некако забавили на Дивчибарама крену у шетњу по шуми, али после извесног времена схвате да су се изгубили.                                                                                 |                    |        |               |                                         |                   |
| 55 | 11                 |        | Филип Чоловић | Маријана Чулић Вићентић и Филип Чоловић | 8. март 2025.     |
| Жића је убеђен да је Станоје који је дошао из иностранства и отворио фабрику у Убу велики преварант. Верује да ће Станоје да узме новац од свих оних које је запослио. Станоје је на место директора поставио Реџу, који се пре тога првенствено бавио прикупљањем секундарних сировина. Та промена се никако не допада Родољубу, јер је Реџа заузео његово директорско место. Жића од Петопарца, човека који је често био осуђиван на затворске казне, покушава да сазна са ким то Станоје заиста тргује.                                         |                    |        |               |                                         |                   |
| 56 | 12                 |        | Филип Чоловић | Маријана Чулић Вићентић и Филип Чоловић | 9. март 2025.     |
| Станоје, власник новоотворене фабрике у Убу има пословне везе са проблематичним људима склоним криминалу. Жића креће у акцију раскринавања Станоја и ту сврху ангажује Авдику, која је са својим оцем Реџом запослена у тој фабрици. Сви запослени су уложили свој новац у фабрику која просперира, а они никако не добијају плате. Сумњичавост Жиће и запослених се испостави као оправдана, јер је Станоје заиста однео сав новац и опрему из фабрике и побегао.                                                                                 |                    |        |               |                                         |                   |